# Poliacetileno
Poliacetileno (nome IUPAC: polyethyne, polietino) é um polímero orgânico com a unidade repetida (C2H2)n. A alta condutividade elétrica destes polímeros, descoberta nos anos 1970 aceleraram o interesse no uso de compostos orgânicos em microeletrônica (eletrônica orgânica). São também conhecidos poliacetilenos onde os átomos de hidrogênio são substituídos por grupos alquil.

## Estrutura de poliacetileno
O polímero consiste de uma longa cadeia de átomos de carbono com ligações simples e duplas alterando-se, cada uma com um átomo de hidrogênio. Esquematicamente a estrutura de poliacetileno é mostrada abaixo.

Um segmento de trans-poliacetileno.

Distingue-se trans-poliacetileno, com todas as ligações duplas na configuração trans, do cis-poliacetileno, com todas as ligações duplas na configuração cis. Cada átomo de hidrogênio pode ser substituído por um grupo funcional.

## Preparação
O acetileno polimeriza-se de uma maneira similar ao etileno: a polimerização pode ser efetuada com iniciadores aniônicos, catiônicos e radicais. Poliacetileno não é geralmente preparado por polimerização direta do acetileno, o qual é um gás altamente inflamável que oligomeriza-se incontrolavelmente a altas concentrações. A síntese mais comum usa polimerização de metátese de abertura de anel ("ROMP" de ring opening metathesis polymerisation) de moléculas como ciclooctatetraeno e derivados deste substituídos.